# Michel Raynaud
Michel Raynaud (Riom, 16 de junio de 1938 – Rueil-Malmaison, 10 de marzo de 2018) fue un matemático francés, especializado en geometría algebraica y profesor en la Universidad de París-Sur.

## Biografía
Raynaud era el hijo único de una casa modesta. Su padre era carpintero y su madre limpiaba casas. Fue a la Escuela Primaria de Châtel Guyon y Riom y posteriormente, hizo los estudios secundarios en Clermont-Ferrand.
Raynaud entró en la Escuela Normal Superior de París donde estudió de 1958 a 1962, siendo el primero de la clase en el examen de "agrégation" donde se seleccionaban los nuevos profesores de secundaria en 1961. En 1962, entró en el Centro Nacional para la Investigación Científica donde estudió junto a su futura mujer Michèle Chaumartin. Ambos tuvieron el mismo ponente para el doctorado Alexander Grothendieck, título que recibió en 1967.
Raynaud fue contratado como profesor en la Facultad de Ciencias de Orsay en París donde impartió clases hasta 2001.
En 1983, Raynaud publicó una prueba de la conjetura de Manin-Mumford. En 1985, probó el Teorema Isogenio de Raynaud en Función Height de curva elípticas isogenios. Con David Harbater y siguiendo el trabajo de Jean-Pierre Serre, Raynaud demostró la conjetura de Abhyankar en 1994.
La superficie Raynaud fue llamada por William E. Lang en 1979.

## Honores y distinciones
En 1970, Raynaud fue ponente invitado en el Congreso Internacional de Matemáticos de Niza. En 1987, recibió el Premio Ampère de la Academia Francesa de Ciencias. En 1995, junto con David Harbater, recibió el Premio Cole por su solución de la conjetura de Abhyankar.